# Röderaue
Röderaue – miejscowość i gmina w Niemczech, w kraju związkowym Saksonia, w okręgu administracyjnym Drezno, w powiecie Miśnia, siedziba wspólnoty administracyjnej Röderaue-Wülknitz.